# Andrés Felipe Largo Marín
Andrés Felipe Largo Marín (Dagua, Valle del Cauca; 9 de mayo de 1994) conocido como "Pipe Largo", es un futbolista colombiano. Juega como volante mixto, interior o contención y su equipo actual es el Azacualpa F.C de la Liga Nacional de Ascenso de Honduras.

## Trayectoria

### Inicios
Andrés Felipe desde muy joven siempre ha sentido pasión por el fútbol, pasión inculcada por su padre. Siendo un niño empezó a entrenar en diversas escuelas de su pueblo natal. Además, entrenó fútbol de salón y tuvo destacadas actuaciones en los diferentes torneos regionales en los que participó.
Siendo ya un adolescente continuó entrenando en ambas modalidades y su gusto por el fútbol cada vez iba más en aumento. Participaba en cual torneo se lo invitara y en diversas oportunidades llegó a disputar dos partidos de torneos diferentes en un mismo día.

### Atlético Huila
Su primera oportunidad de probarse llegó en el año 2011, en el Atlético Huila donde estuvo durante 3 meses entrenando con el equipo profesional. Experiencia que le permitió crecer como profesional.

### Club Atlético Independiente de La Chorrera
En el año 2012, llegó al Club Atlético Independiente de La Chorrera para jugar en la segunda división del fútbol panameño.
En este club en el Torneo Apertura logró llegar hasta cuartos de final. En el Torneo Clausura fue campeón, logrando así su primer título, y forzando una súper final frente al campeón del torneo apertura, donde logra imponerse 4 por 3 y conseguir así el ascenso a la primera división del fútbol panameño.
En el siguiente torneo participó con el equipo de reservas, siendo capitán y logrando marcar 3 goles.

### Club Deportivo Juventud Dagua
Para el año 2014, decide regresar a su pueblo natal para formar parte del Club Deportivo Juventud Dagua.
En este club disputa en el año 2014 la Copa El País- Liga de Fútbol Valle, jugando 16 partidos (15 de titular) y marcando 3 goles. En 2015 vuelve a participar en la Copa El País- Liga de Fútbol Valle, jugando 23 partidos (22 de titular) y marcando 5 goles. En 2016 participa en la Copa Telepacífico- Liga de Fútbol Valle, jugando 23 partidos (22 de titular) y marcando 8 goles.
En total marcó 16 goles, demostrando así ser un jugador con mucha proyección en ataque.
Durante esta época también trabajó como gestor deportivo del municipio de Dagua, donde entrenó diversas categorías infantiles de fútbol y logró transmitir su experiencia a los niños desde el año 2016 hasta 2018.

### TELA F.C
En la segunda mitad del año 2018, arriba al Tela F.C. para disputar la Liga Nacional de Ascenso de Honduras. Su partido debut fue por copa frente al Olimpia Occidental, encuentro que ganaría el Tela F.C. por 4-2 y con una muy destacada actuación de Andrés Felipe.
Su primer encuentro por liga se dio frente al Club Deportivo Real Sociedad con un resultado de 3-0 y donde Andrés Felipe marcaría su primer gol oficial con el club.
Su segundo gol se dio en el clásico teleño frente a La Ensenada F.C, encuentro que terminaría con una derrota 2-1 para el Tela F.C..
Su tercer gol llegaría en el primer torneo del 2019, en el partido frente a E.C.I Bucanero y que terminaría con una victoria 2-1 para el Tela F.C..

### Azacualpa F.C
En la segunda mitad del año 2019, arriba al Azacualpa F.C para disputar la Liga Nacional de Ascenso de Honduras. Su partido debut fue por liga frente al Deportes Savio, encuentro que quedaría 2-2 y con una muy destacada actuación de Andrés Felipe.
A pesar de las buenas actuaciones de Andrés Felipe y su gran carácter dentro del campo (lo cual lo llevó a ser nombrado como segundo capitán del equipo con solo 3 partidos disputados) los resultados obtenidos por el club no fueron los mejores.
Para el segundo campeonato del año, se realizan una serie de cambios en el equipo, llega un nuevo entrenador y nuevos jugadores que potencializan el juego del Azacualpa F.C. Durante este torne Andrés Felipe continúa siendo pieza fundamental del equipo y el equipo logra muy buenos resultados, lo que le permite estar en la parte alta de la tabla y con grandes posibilidades de jugar liguilla. Desafortunadamente este torneo se vio cancelado por el tema del COVID-19.
En el equipo, Andrés Felipe disputa 20 encuentros en total (todos de titular) y realiza alrededor de 10 asistencias, lo que demuestra que es pieza clave del equipo.

## Clubes
| Club                                       | País     | Año             |
| ------------------------------------------ | -------- | --------------- |
| Atlético Huila                             | Colombia | 2012            |
| Club Atlético Independiente de La Chorrera | Panamá   | 2013            |
| Club Deportivo Juventud Dagua              | Colombia | 2015 - 2018     |
| Tela F. C.                                 | Honduras | 2018 - 2019     |
| Azacualpa F.C                              | Honduras | 2019 - Presente |

## Estadísticas
| Equipo                                     | Torneo              | Goles |
| ------------------------------------------ | ------------------- | ----- |
| Atlético Huila                             |                     |       |
| Primera División                           | 0                   |       |
| Total en el club                           | Total en el club    | 0     |
| Club Atlético Independiente de La Chorrera |                     |       |
| Segunda y Primera División                 | 3                   |       |
| Total en el club                           | Total en el club    | 3     |
| Club Deportivo Juventud Dagua              |                     |       |
| Segunda División                           | 16                  |       |
| Total en el club                           | Total en el club    | 16    |
| Tela F. C.                                 |                     |       |
| Liga Nacional de Ascenso                   | 3                   |       |
| Total en el club                           | Total en el club    | 3     |
| Total en su carrera                        | Total en su carrera | 22    |

## Palmarés

### Campeonatos nacionales
| Título             | Club                                       | País   | Año  |
| ------------------ | ------------------------------------------ | ------ | ---- |
| Liga Ascenso - LPF | Club Atlético Independiente de La Chorrera | Panamá | 2013 |

- Datos: Q62078342